# Aelurillus gershomi
Aelurillus gershomi is een spinnensoort in de taxonomische indeling van de springspinnen (Salticidae).
Het dier behoort tot het geslacht Aelurillus. De wetenschappelijke naam van de soort werd voor het eerst geldig gepubliceerd in 2000 door Jerzy Prószyński.